# Thomas Dennerby
Thomas Lennart Dennerby, född 13 augusti 1959 i Enskede, är en svensk fotbollstränare som är förbundskapten för Indiens  damlandslag. Dessförinnan var han förbundskapten för dess juniorlag och 2018–2019 förbundskapten för Nigerias damlandslag. Han har tidigare varit förbundskapten för Sveriges damlandslag i fotboll och huvudtränare för flera klubbar i Damallsvenskan. Dennerby har medverkat i Sveriges Televisions dokumentära TV-serie Den andra sporten från 2013.

## Biografi
Dennerby är utbildad polis och arbetade som kriminalinspektör på Rikskriminalpolisen innan han tog tjänstledigt för att på heltid vara fotbollstränare.
Efter tränarjobbet i landslaget har Dennerby arbetat som fritidschef i Tyresö kommun och som expert i Sveriges Television.

## Spelarkarriär
Dennerby började spela fotboll för ett kvarterslag i Årsta och gick som 10-åring över till Spårvägens FF. Som 13-åring gick han till Hammarby IF. Han debuterade i A-laget som 17-åring 1977 och spelade 149 matcher för klubben fram till 1985. Därefter blev det två år i Spårvägens FF innan han avslutade karriären.
Under sin spelarkarriär, som innebar en del problem med knä- och lårskador, spelade Dennerby sju U21-landskamper och flera juniorlandskamper.

## Tränarkarriär
Under tiden som huvudtränare för Djurgården/Älvsjö vann han Damallsvenskan 2003 och 2004. När han var assisterande tränare för Hammarby vann laget Fotbollsallsvenskan 2001.

### Förbundskapten
Dennerby blev assisterande förbundskapten för damlandslaget i januari 2005 och tog över som huvudansvarig efter Marika Domanski Lyfors i juni samma år. Under hans ledning tog Sverige VM-brons i damernas fotbolls-VM 2011. Under OS 2012 åkte Sverige ur turneringen i kvartsfinal efter förlust mot Frankrike. I september 2012 slutade han som förbundskapten för damlandslaget.

### Hammarby
Den 24 juli 2013, med 15 omgångar kvar av Superettan 2013, sparkade Hammarby IF den amerikanske tränaren Gregg Berhalter. Samma dag presenterades Dennerby som ny huvudtränare för klubben. Dennerbys första match som huvudtränare för Hammarby IF innebar vinst med 3-0 mot Örgryte IS. I november 2013 kom Dennerby överens med Hammarby om att lämna tränaruppdraget i klubben.

## Klubbar

### Som spelare
- Hammarby IF, 1977–1985 [9]
- Spårvägens FF, 1986–1987 (moderklubb) [8][9]

### Som tränare
- Värtans IK (herrar) [9]
- Spårvägens FF (herrar) [9]
- Hammarby IF (herrar och damer) [9]
- Djurgården/Älvsjö, 2003–2004 [9]
- Sveriges damlandslag i fotboll, 2005–2012 [9]
- Hammarby IF (herrar), 2013 [12]
- Nigerias damlandslag i fotboll, 2018–2019
- Indiens damlandslag i fotboll, 2021-

## Meriter som tränare
- SM-guld i Damallsvenskan:
  - 2003 – Djurgården/Älvsjö [9]
  - 2004 – Djurgården/Älvsjö [9]
- SM-guld i Allsvenskan:
  - 2001 – Hammarby IF (som assisterande tränare) [9]
- VM-brons: Dam-VM i fotboll 2011 [9]